# Garrulus
Garrulus es un género de aves paseriformes del Viejo Mundo de la familia de los córvidos, que incluye solo a tres especies. Son comúnmente conocidos como arrendajos o gayos.

## Especies
- Garrulus glandarius (Linnaeus, 1758)
- Garrulus lanceolatus Vigors, 1831
- Garrulus lidthi Bonaparte, 1850